# Ksenija Mileŭskaja
Ksenija Uladzimiraŭna Mileŭskaja, accreditata come Ksenia Milevskaya dalla WTA (in bielorusso Ксенія Уладзіміраўна Мілеўская?; Minsk, 9 agosto 1990), è una tennista bielorussa.

## Carriera
Nel 2006 perse ai primi turni l'US Open 2006 - Singolare ragazze contro Katerina Vanková e al Torneo di Wimbledon 2006 - Singolare ragazze contro Evgenija Rodina.
L'anno successivo, ottenne diversi risultati importanti: vinse l'US Open 2007 - Doppio ragazze in coppia con Urszula Radwańska sconfiggendo in finale Oksana Kalašnikova e Ksenija Lykina  con il punteggio di 6-1, 6-2, Nello stesso anno vinse anche l'open di Francia 2007 - Doppio ragazze con la polacca Urszula Radwańska dopo una finale giocata con Sorana Cîrstea e Alexa Glatch, il punteggio finale è stato 6-1, 6-4. All'US Open 2007 - Singolare ragazze si fermò alle semifinali venendo sconfitta proprio dalla Radwańska (6-3, 2-6, 4-6).

## Grand Slam Junior

### Doppio

#### Vittorie (2)
| Tornei del Grande Slam  |
| ----------------------- |
| Australian Open (0)     |
| Open di Francia (1)     |
| Torneo di Wimbledon (0) |
| US Open (1)             |

| N. | Data             | Torneo                  | Superficie  | Compagna          | Avversarie in finale              | Punteggio |
| 1. | 9 giugno 2007    | Open di Francia, Parigi | Terra rossa | Urszula Radwańska | Sorana Cîrstea Alexa Glatch       | 6-1, 6-4  |
| 2. | 8 settembre 2007 | US Open, New York       | Cemento     | Urszula Radwańska | Oksana Kalašnikova Ksenija Lykina | 6-1, 6-2  |